# Panzerjäger
Panzerjäger es un término en alemán que significa cazador de blindados y hace referencia a una serie de vehículos blindados de la Segunda Guerra Mundial.

## Desarrollo
El Panzerjäger (abreviado en alemán, PzJg) fue una serie de cazacarros producidos a partir de un cañón anticarro existente con un escudo protector que se montaba el un chasis con tracción de orugas para darle movilidad.
El desarrollo de la idea de los Panzerjäger comenzó antes de la guerra y continuó hasta 1943 cuando fue sustituida por los mejores diseños del Jagdpanzer (tanques cazadores). Los Panzerjäger continuaron en servicio hasta el final de la guerra.

## Diseños

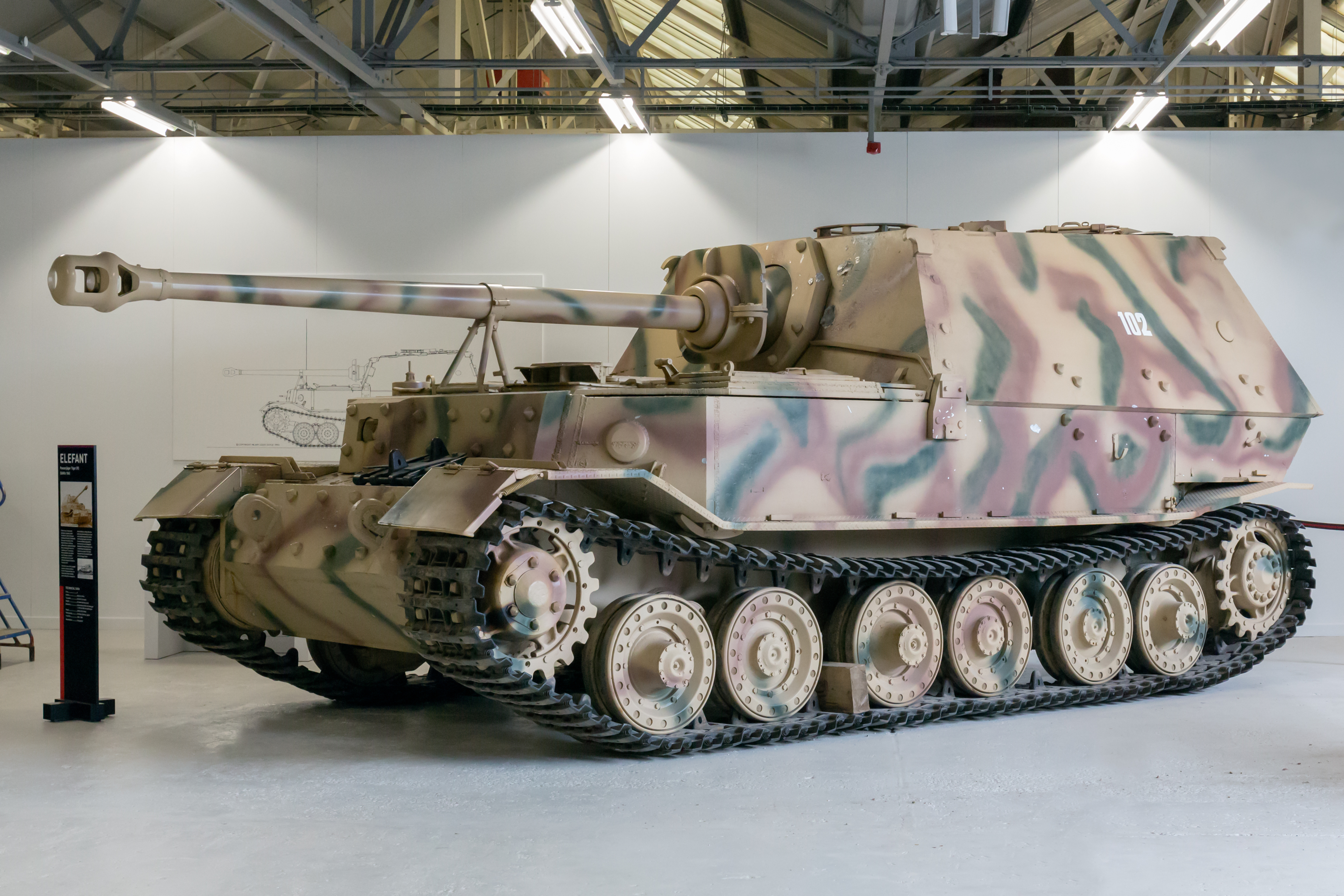
Panzerjäger Elefant

Los diseños más notables de los cazacarros Panzerjäger fueron:
- Panzerjäger I, con un cañón Škoda de 47 mm en el chasis de un Panzer I.
- Marder I, con un cañón PaK de 75 mm y el chasis de un vehículo francés, el 37L.
- Marder II, con un cañón PaK de 75 mm o un cañón soviético capturado de 76,2 mm en el chasis de un Panzer II.
- Marder III, con un cañón Pak de 75 mm o un cañón soviético capturado de 76,2 mm en el chasis de un Panzer 38(t).
- Hornisse/Nashorn, con un cañón PaK de 88 mm en un chasis compuesto de Panzer III y Panzer IV.
- Ferdinand/Elefant, utilizaba el mismo cañón Pak de 88 mm que el Nashorn, el Jagdpanther y el Tiger 2. Su chasis era el mismo que el prototipo de Tiger I fabricado por Porsche (VK 4501 P).